# George C. Scott

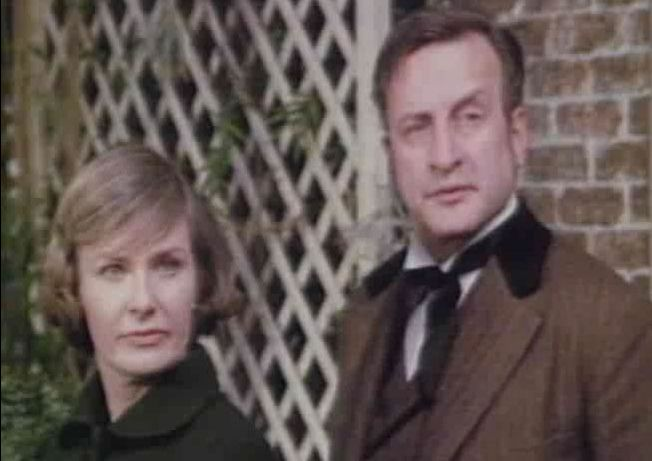
George C. Scott w filmie They Might Be Giants z 1971

George Campbell Scott (ur. 18 października 1927 w Wise, zm. 22 września 1999 w Westlake Village) – amerykański aktor filmowy, telewizyjny i teatralny oraz reżyser i producent filmowy. 

## Życiorys

### Wczesne lata
Urodził się w Wise w stanie Wirginia jako syn Heleny Agnes (z domu Slemp; 1904–1935) i George’a Deweya Scotta (1902–1988). Dorastał w Detroit, gdzie uczęszczał do Redford High School. W latach 1945–1949 odbył służbę w United States Marine Corps. Studiował w University of Missouri.

### Kariera
W filmie Patton (1970; reż. Franklin J. Schaffner) wcielił się w autentyczną postać amerykańskiego generała z czasów II wojny światowej George’a Pattona. Za tę rolę otrzymał Oscara dla najlepszego aktora pierwszoplanowego. Nagrody jednak nie przyjął. Był to pierwszy taki przypadek w historii Oscarów. Scott przez całe życie krytykował ceremonie wręczania Oscarów, uważał, że nagrody nie są uczciwą oceną pracy aktorów. Gdy przyznawano mu Oscara, nie był obecny na sali; twierdził, że wolał obejrzeć mecz hokejowy. Ponadto aktor otrzymał jeszcze 3 nominacje do Oscara (przyjął tylko pierwszą z nich). Były to nominacje za role drugoplanowe w filmach: Anatomia morderstwa (1959; reż. Otto Preminger) i Bilardzista (1961; reż. Robert Rossen) oraz za pierwszoplanową w filmie Szpital (1971; reż. Arthur Hiller).

### Życie prywatne
Scott miał trudny charakter, często popadał w konflikty podczas pracy na planach filmowych. Przez wiele lat zmagał się z alkoholizmem. Był pięciokrotnie żonaty. Po dwóch nieudanych związkach małżeńskich, z Carolyn Hughes (1951–1955), z którą miał córkę Victorię (ur. 19 grudnia 1952) i Patricią Reed (1955–1960), z którą miał dwójkę dzieci: syna Matthew (ur. 27 maja 1957) i córkę Devon Scott (ur. 29 listopada 1958), w roku 1960 poślubił aktorkę Colleen Dewhurst, z którym miała dwóch synów: Alexandra (ur. 1960) i Campbella Whalena (ur. 19 lipca 1961 w Nowym Jorku), powszechnie znanego z roli chorego na białaczkę Victora Geddesa w melodramacie Joela Schumachera Za wcześnie umierać (Dying Young, 1991) z Julią Roberts. W 1965 doszło do rozwodu, a 4 lipca 1967 ponownie ożenił się z Colleen Dewhurst, lecz 2 lutego 1972 ponownie się z nim rozwiodła. Ostatnie 27 lat życia spędził z aktorką Trish Van Devere.
Przez lata życia ciężko chorował na serce. Zmarł nagle w 1999 roku w wyniku pęknięcia tętniaka aorty w wieku 72 lat.

## Wybrana filmografia

### aktor
- Drzewo powieszonych (1959) jako dr George Grubb
- Anatomia morderstwa (1959) jako Claude Dancer
- Bilardzista (1961) jako Bert Gordon
- Lista Adriana Messengera (1963) jako Anthony Gethryn
- Żółty rolls-royce (1963) jako Paolo Maltese
- Doktor Strangelove, czyli jak przestałem się martwić i pokochałem bombę (1964) jako generał „Buck” Turgidson
- Nie z moją żoną! (1966) jako Tank Martin
- Biblia (1966) jako Abraham
- Patton (1970) jako generał George Patton
- Szpital (1971) jako dr Herbert Bock
- Ostatnia ucieczka (1971) jako Harry Garmes
- Nowi centurionowie (1972) jako Kilvinski
- Śmiercionośny ładunek (1972) jako Dan Logan
- Taka była Oklahoma (1973) jako Mason
- Wyspy na Golfsztromie (1977) jako Thomas Hudson
- Zemsta po latach (1980) jako John Russell
- Wzór (1980) jako Barney Caine
- Szkoła kadetów (1981) jako generał Harlan Bache
- Opowieść wigilijna (1984) jako Ebenezer Scrooge
- Zabójstwo przy Rue Morgue (1986) jako Auguste Dupin
- Egzorcysta III (1990) jako William Kinderman
- Pełnia zła (1993) jako dr Kessler
- Titanic (1996) jako kapitan Edward J. Smith
- Gloria (1999) jako Ruby

### reżyser
- 1970 – The Andersonville Trial
- 1972 – Śmiercionośny ładunek
- 1974 – The Savage Is Loose